# Mokrzeckia pini
Mokrzeckia pini är en stekelart som först beskrevs av Hartig 1838.  Mokrzeckia pini ingår i släktet Mokrzeckia och familjen puppglanssteklar. Inga underarter finns listade i Catalogue of Life.